# Aleuroclava complex
Aleuroclava complex es un insecto hemíptero de la familia Aleyrodidae, con una subfamilia: Aleyrodinae. Fue descrita científicamente en 1931 por Singh.